# Вільгельм Телль

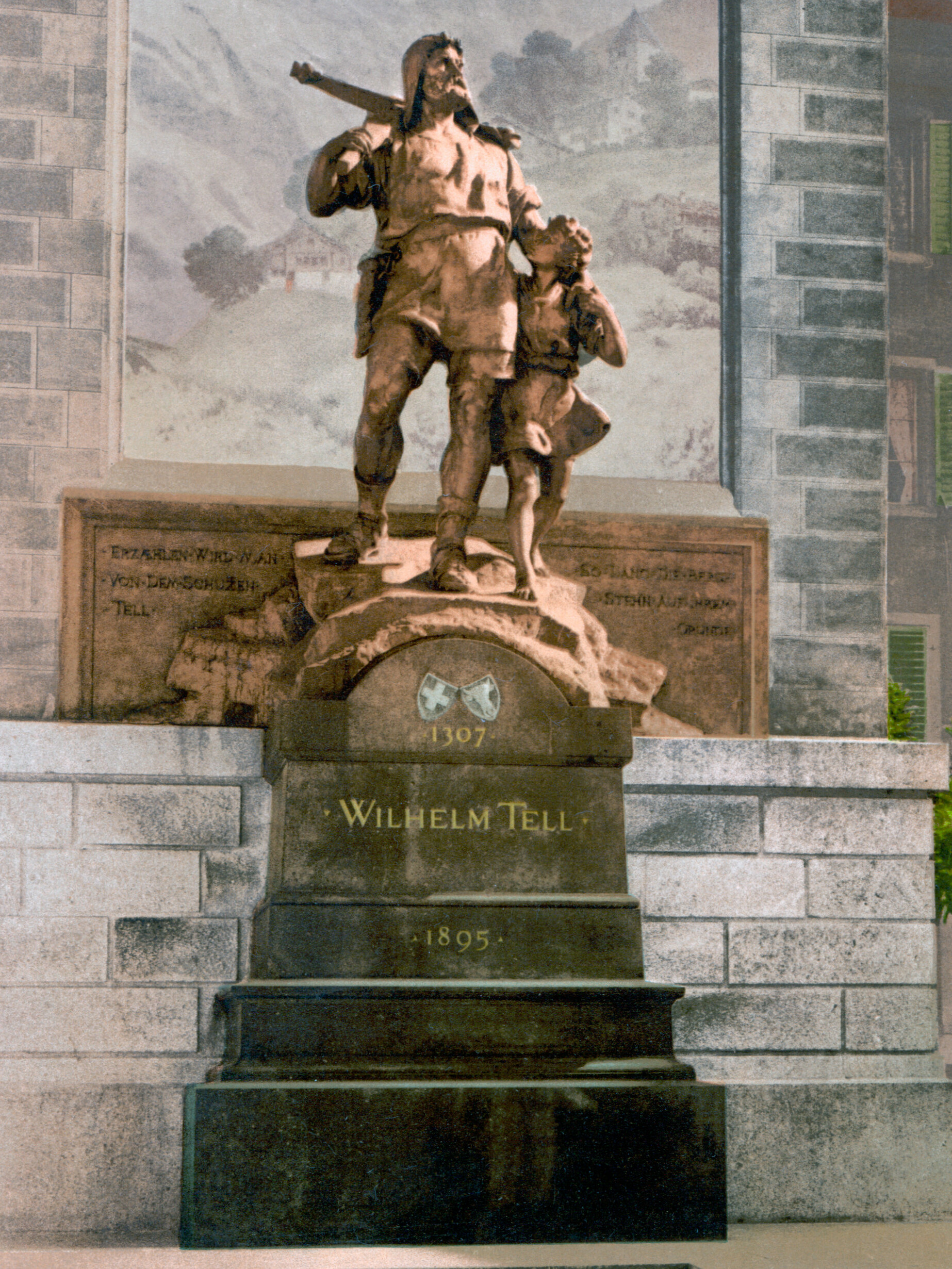
Вільгельм Телль. Альтдорф, 1900 рік

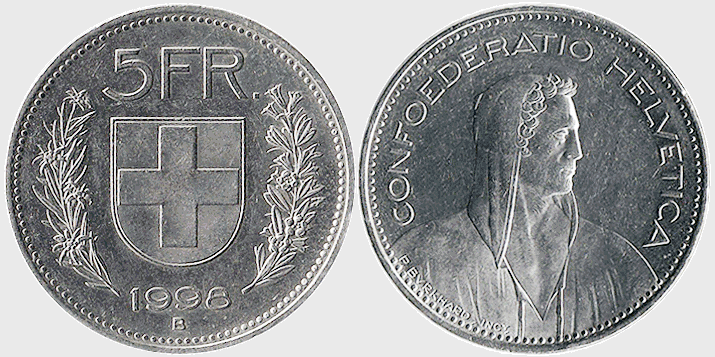
Вільгельм Телль на монеті Швейцарії, 5 франків 1998 р.

Вільге́льм Телль (нім. Wilhelm Tell, вимова [ˈvɪlhɛlm ˈtɛl] ( прослухати); фр. Guillaume Tell; італ. Guglielmo Tell; ромш. Guglielm Tell) — легендарний національний герой Швейцарії, уродженець кантону Урі, який жив наприкінці XIII — на початку XIV століття, майстерний лучник, борець за незалежність своєї країни від Австрійського герцогства та Священної Римської імперії. Його тривалий час вважали історичною особою. Зараз історичність особи Телля заперечують, хоча легенда продовжує існувати.

## Міф про Вільгельма Телля
Геслер, жорстокий намісник (фогт) імператора Священної Римської імперії в Швейцарії, повісив на площі міста Альтдорфа на жердині капелюх австрійського герцога і віддав наказ, щоб кожен приходив та кланявся капелюху. Молодий селянин Телль, відомий як зразковий стрілець, не виконав цього наказу, і Геслер як покарання змусив його стріляти в яблуко, поставлене на голову сина стрільця. Телль успішно впорався із завданням, але потім зізнався, що коли б попав у сина, то іншою стрілою вбив би й Геслера. Його відправили до в'язниці, однак він втік звідти у гори, підстеріг Геслера на дорозі між скелями і вбив його стрілою. Хронологічно цю подію датують 1307 роком.

## Підґрунтя
Сказання про майстерного стрільця містять в собі, мабуть, деякі міфологічні риси, що дало привід німецьким ученим, особливо Ернсту-Людвігу Рохгольцу, шукати основне джерело їх в міфології — іншими словами, бачити в них одне з незліченних алегоричних виразів боротьби зими з літом з остаточною перемогою останнього. Рохгольц епіграфом до першого розділу свого дослідження про Вільгельма Телля, під заголовком «Die Naturmythe und die historisch gewordene Sage», обрав слова письменника XIV століття Конрада фон Аменгаузена: «ich will dir goute maere sagen, hin sont wir den winter jagen», тобто «я розповім тобі хорошу казку, як прогнали ми зиму». Як на міфологічні риси вказують на незвичайну влучність стрільби, на яблуко — як на символ сонця, на стріли — як на звичайний символ сонячних променів і блискавки. При цьому наводяться такі паралелі, як індуські оповіді про майстерну стрільбу Індри, що вражає Вритру, грецькі оповіді про згубні стріли Аполлона, скандинавські оповіді про збройні стріли сонячних богів Улля, Гьоніра, Геймдалля. На користь міфологічного характеру сюжету говорить сербська пісня про одруження Душана, де герой Мілош Войнович виступає в образі сонячного героя. Коли він під'їхав до красуні Роксанди, скинув з плеча плащ, то «засяяли сукно і оксамит; засяяв панцир (або срібні пластинки) на грудях і золочені пряжки на чоботях; заблищав Мілош в зеленому полі, як яскраве сонце на небі, і пішов він по зеленій траві, розсипав по ній кільця і персні, дрібний бісер і дорогоцінне каміння»

## У мистецтві
Найвідомішим твором про Вільгельма Телля стала однойменна драма Шиллера і поставлена за нею опера Россіні. Хоча Шиллер підкреслює консервативні аспекти легенди — швейцарці борються за споконвічні звичаї і права, його п'єса сприймалася як возвеличення боротьби за національну незалежність. Вона заборонялася в Третьому Рейху. Вільгельм Телль згадується у Альфонса Доде в «Тартарені з Тараскона», в російській літературі у О. М. Радищева і Власа Дорошевича. Макс Фріш в книзі «Вільгельм Телль для школи» (1971 рік) створив антилегенду, зробивши позитивним персонажем не Телля, а габсбурзького намісника Гесслера. Останній, за Фрішем, прагнув до компромісу і не хотів загострювати відносини зі своїми підданими, а швейцарський герой був похмурим, обмеженим горянином, який боявся змін і віроломно вбив фогта.
- однойменна п'єса Фрідріха Шиллера
- однойменна опера Джоаккіно Россіні